# Orangeville, Ontario
Orangeville är en ort i Kanada.   Den ligger i provinsen Ontario, i den sydöstra delen av landet, 400 km väster om huvudstaden Ottawa. Orangeville ligger 443 meter över havet och antalet invånare är 32 640.
Terrängen runt Orangeville är platt, och sluttar österut. Närmaste större samhälle är Caledon, 10,9 km sydost om Orangeville.
Omgivningarna runt Orangeville är en mosaik av jordbruksmark och naturlig växtlighet. Runt Orangeville är det ganska tätbefolkat, med 78 invånare per kvadratkilometer.